# All Time Top 1000 Albums
All Time Top 1000 Albums est un livre de Colin Larkin, créateur et éditeur de l'Encyclopedia of Popular Music. Le livre est publié pour la première fois par Guinness Publishing en 1994. La liste présentée est le résultat de plus de 200 000 votes exprimés par le public dans les magasins de disques, les universités, les écoles et le salon français de la musique MIDEM - et classés par ordre. L'entrée de chaque album est accompagnée d'une annotation avec une critique de 100 mots, des détails sur sa création et des notes sur le groupe ou l'artiste qui l'a enregistré. 
Sgt. Pepper's Lonely Hearts Club Band des Beatles remporte la première place dans la première édition et Revolver du même groupe a toujours figuré parmi les cinq premiers de chaque édition du livre. 

## Contexte
En 1987, le présentateur de radio Paul Gambaccini demande à environ 80 critiques et disc-jockeys du Royaume-Uni et des États-Unis de répertorier leurs dix meilleurs albums de tous les temps. À partir de ces listes, il a compilé les « 100 meilleurs albums » qui sont ensuite publiés par Pavilion Books en 1987. En 1993, Colin Larkin est approché par le journal Today, aujourd'hui disparu, pour mettre à jour cette liste, qui est publiée dans le journal. En conséquence, Larkin suggère l'idée d'un livre de Top 1000 des albums à son éditeur. Contrairement à la liste de Gambaccini, Larkin veut compiler une liste à partir des votes émis par une « opinion plus large », et conformément aux genres utilisés dans l'Encyclopédie de la musique populaire. Larkin commence à interroger plusieurs milliers de personnes via un formulaire de vote imprimé, laissé dans les magasins de disques et envoyé dans les écoles et les universités. En résulte la première édition de All Time Top 1000 Albums, publiée en 1994. 
En 1998, la deuxième édition est publiée par Virgin Books en utilisant les votes continus reçus au cours des quatre années précédentes. À la suite de la publicité recueillie par l'encyclopédie et la première édition, Larkin peut demander des votes lors de ses nombreuses émissions de radio pour la BBC GLR, ensuite connue sous le nom BBC London 94.9. Il recueille 100 000 voix et la 2e édition se vend à 38 000 exemplaires. En 1999, Virgin publie une édition de poche plus petite, suivie d'une troisième édition publiée en 2000, date à laquelle le scrutin en cours atteint plus de 200 000 votes. En septembre 2000, BBC News rapporte la bataille entre les Beatles et Radiohead, les deux groupes qui ont pris les quatre premières positions de la liste.

## Éditions
- Tous les 1000 meilleurs albums de tous les temps, Guinness Publishing, 1994, Colin Larkin
- All Time Top 1000 Albums, 2e édition, Virgin Books, 1998, Colin Larkin
- All Time Top 1000 Albums, Pocket Edition, Virgin Books, 1999, Colin Larkin
- Tous les albums du Top 1000, 3e édition, Virgin Books, 2000, Colin Larkin